# بشقابی مونتانا
بشقابی مونتانا (نام علمی: Scutellaria montana) نام یک گونه از سرده بشقابی است.